# Max Querrien
Pour la commune, voir Querrien.
Max Yvon Jean Querrien était un haut fonctionnaire français né le 14 juin 1921 à Concarneau (Finistère) et mort le 29 mars 2019 à Paimpol (Côtes-d'Armor).

## Biographie
Fils de Marcel Querrien, receveur principal régional des Douanes, et de son épouse née Marguerite Guillemin, Max Querrien est élève au lycée Corneille à Rouen, au lycée Voltaire à Brest, puis au lycée Saint-Louis à Paris avant de suivre les cours de la faculté de droit de Paris où il obtient sa licence en droit et un diplôme d'études supérieures de droit public et d'économie politique, tout en suivant les cours de l'École libre des sciences politiques (dont il sort diplômé en 1944). 
Il entre à l'ENA en mars 1946 (dans la promotion France-Combattante), mais la quitte dès avril, lorsqu'il est reçu au concours de l'auditorat du Conseil d'État. Il est également professeur à la faculté libre de droit de Lille de 1946 à 1961 et maître de conférences à l'Institut d'études politiques de Paris de 1950 à 1966.
Promu maître des requêtes en 1954, il devient, la même année, chef de cabinet de Louis Christiaens, secrétaire d'État aux Forces armées (Air) puis dirige, de février à octobre 1955, le cabinet de Raymond Triboulet, ministre des Anciens combattants. Il est chargé de la direction du cabinet de Pierre de Félice, sous-secrétaire d'État à la Reconstruction et au Logement (1956-1957) avant de diriger son cabinet lorsqu'il devient secrétaire d'État aux Affaires étrangères (février-juin 1957). De 1958 à 1962, il est ensuite directeur de cabinet de Bernard Chenot, ministre de la Santé publique et de la Population, puis ministre de la Justice.
Il est directeur de l'architecture au ministère des Affaires culturelles de 1963 à 1968. Il réintègre le Conseil d'État en 1968 et est promu conseiller d'État en 1970. Il préside le conseil d'administration de la Caisse nationale des monuments historiques et des sites de 1981 à 1986. Il est administrateur du port autonome de Nantes-Saint-Nazaire (1969-1985), président de l'Institut français d'architecture (1982-1987), membre du comité national d'évaluation des établissements publics à caractère scientifique, culturel et professionnel (1985-1989). En 1990, il préside la mission d'études sur le projet LGV Méditerranée. De 1990 à 1999, il anime le groupe de travail interministériel chargé de l'élaboration d'un code des propriétés publiques. Il est chargé notamment de la préparation d'un projet de loi concernant l'exercice des activités économiques sur le domaine public. Cette loi, promulguée le 25 juillet 1994, est souvent désignée sous l'intitulé de « loi Querrien ».
Il est élu maire de Paimpol en 1961 et le demeure jusqu'en 1995.

## Publications
- Pour une nouvelle politique du patrimoine, 1982
- Malraux, l'antiministre fondateur, 2001, éditions du Linteau
- Pour une politique de l'architecture, témoignage d'un acteur, 2008
- Petite histoire du grand Paimpol, 2010.

## Décorations
- Grand officier de la Légion d'honneur
- Grand-croix de l'ordre national du Mérite
- Commandeur de l'ordre des Palmes académiques
- Commandeur de l'ordre du Mérite maritime
- Commandeur de l'ordre des Arts et des Lettres (1963) en tant que « directeur de l'architecture au ministère d'État chargé des affaires culturelles »
- Commandeur de l'ordre du Mérite combattant (1955) en tant que « directeur de cabinet du ministre des anciens combattants et victimes de guerre » et donc membre de droit du conseil de l'ordre du Mérite combattant[5]
- Médaille de l'Aéronautique

### Source
- Who's who in France, 34e édition, 2002-2003, Levallois-Perret, Éditions Jacques Lafitte, 2002, p. 1561.